# 고량강
고량강(高良薑, 학명: Alpinia officinarum 알피니아 오피키나룸[*])은 생강과에 속하는 식물이다. 양강(良薑)이라 부르기도 한다. 씨는 홍두구(紅荳蔲)로 부르며, 뿌리와 함께 한약재로 쓴다.

## 생태
높이는 90~110cm이다. 봄에는 붉은 점과 흰 테가 있는 흰 꽃이 핀다.

## 분포
중국의 광둥, 광시, 구이저우, 쓰촨 등지에서 난다.

## 사진 갤러리

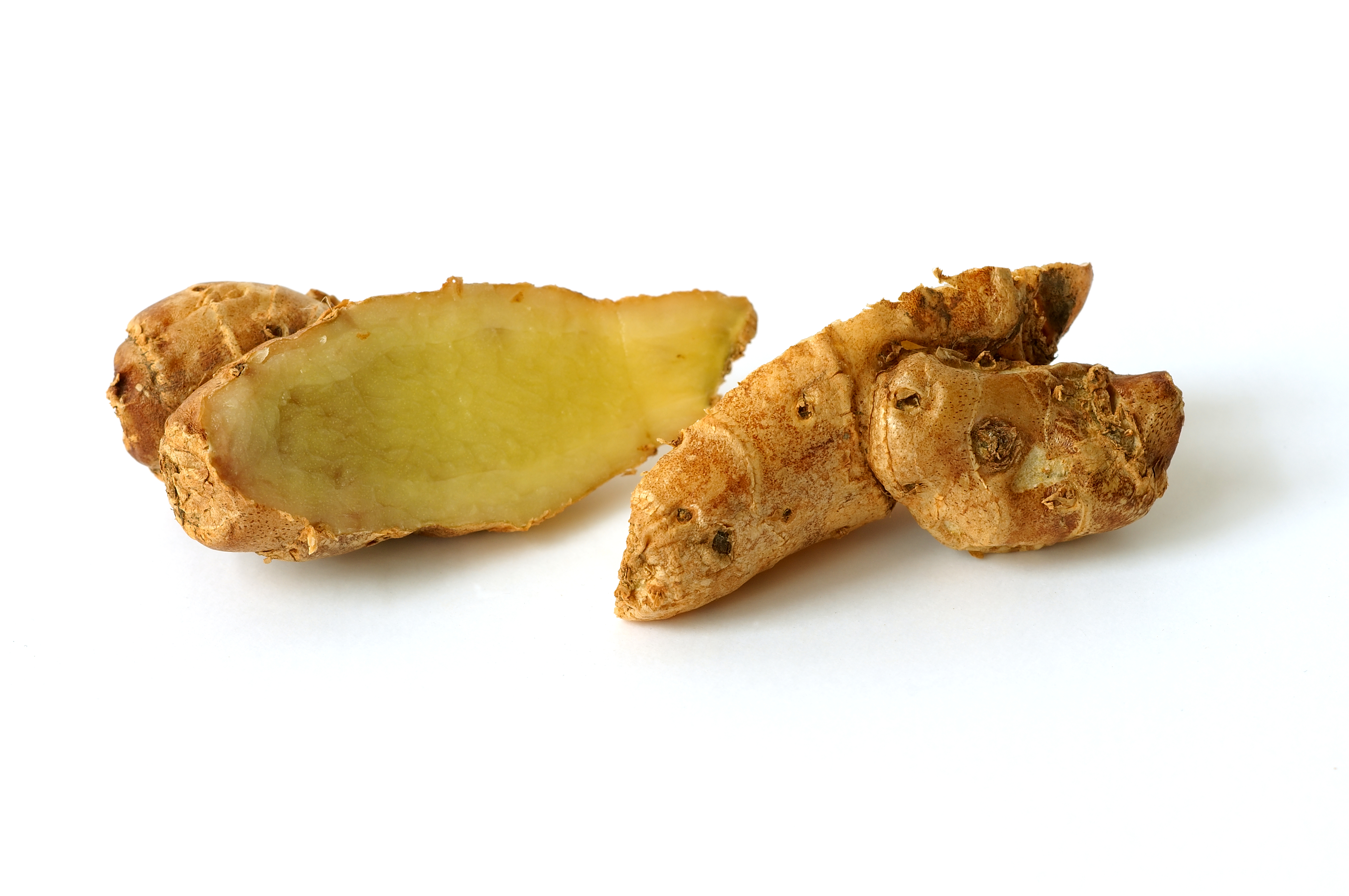
고량강 (땅속줄기)

## 같이 보기
- 큰고량강